# إينابا ماساكي
إينابا ماساكي (باليابانية: 稲葉正明) هو ساموراي ياباني، ولد في 1723، وتوفي في 9 سبتمبر 1793.